# Anders Eliasson
Anders Eliasson (Borlänge, 3 de abril de 1947 - Estocolmo, 20 de mayo de 2013) fue un compositor sueco.
Las "primeras experiencias musicales proceden de dentro de mí: eran mi propio canto y melodías familiares que escuché en la radio. No hay música clásica". Marchando sus soldados de juguete de arriba abajo, solía imaginar sonidos, aprender más tarde para describir como una orquesta. A los 9 años de edad, comenzó a tocar la trompeta, puso en marcha una pequeña orquesta de jazz (dos clarinetes, trombón, sección rítmica, guitarra, trompeta), y a los 10 hace los arreglos. Un intérprete de jazz bass, "un músico increíble", le enseñó los acordes. A la edad de 14, se fue con un organista, Uno Sandén, aprender armonía y contrapunto.
A la edad de 16 se fue para el estudio privado de Estocolmo a "la maravillosa Valdemar Söderholm", que "me enfrentó una vez más con la música real" - la música como él la había oído por primera vez a la edad de 12 años. "La primera pieza real de música", que escuchó Eliasson "en un disco de gramófono era Sinfonía n º 104 de Haydn".